# Urothemis signata
Urothemis signata е вид водно конче от семейство Libellulidae. Видът не е застрашен от изчезване.

## Разпространение
Разпространен е в Австралия (Западна Австралия, Куинсланд и Северна територия), Бангладеш, Бруней, Виетнам, Индия, Индонезия (Калимантан, Папуа и Суматра), Камбоджа, Китай (Гуандун, Гуанси, Дзянси, Тибет, Фудзиен и Хайнан), Лаос, Малайзия (Западна Малайзия, Сабах и Саравак), Мианмар, Непал, Провинции в КНР, Сингапур, Тайван, Тайланд, Филипини, Хонконг и Шри Ланка.